# Les Étoiles d'Ivry
Les Étoiles d'Ivry sont un ensemble d'immeubles situés avenue Georges-Gosnat, dans le centre-ville d'Ivry-sur-Seine. Conçus par les architectes Renée Gailhoustet et Jean Renaudie, ils ont été édifiés de 1969 à 1975. Le nom « étoiles » est donné en référence aux pointes triangulaires en béton brut qui rayonnent depuis une trame orthogonale.

## Histoire
Dans les années 1960, la municipalité décide de reconstruire le centre ville, en faisant table rase de tout l'habitat ancien.
Les Étoiles sont le fruit de réflexions sur de nouvelles formes d'habitat social, réflexions menées avec Renée Gailhoustet qui était architecte en chef de la rénovation du centre-ville d'Ivry-sur-Seine.
C'est la dernière grande opération de logements de la ville, après les tours Raspail et Lénine, situées respectivement rue Raspail et rue Lénine, et l'ensemble Casanova. L'ensemble comprend uniquement des appartements en accession à la propriété.
Jean Renaudie y vivra jusqu’à sa mort en 1981.
Aujourd'hui, l'ensemble est très dégradé et le centre commercial n'abrite plus que quelques boutiques.

## Description
Les Étoiles sont composées de plusieurs ensembles de bâtiments dont la construction a commencé en 1969, notamment l'opération Casanova et le centre Jeanne Hachette, emblématiques de la rénovation du centre-ville d’Ivry.
Le centre Jeanne-Hachette abrite logements, équipements culturels, boutiques et axes de circulation.

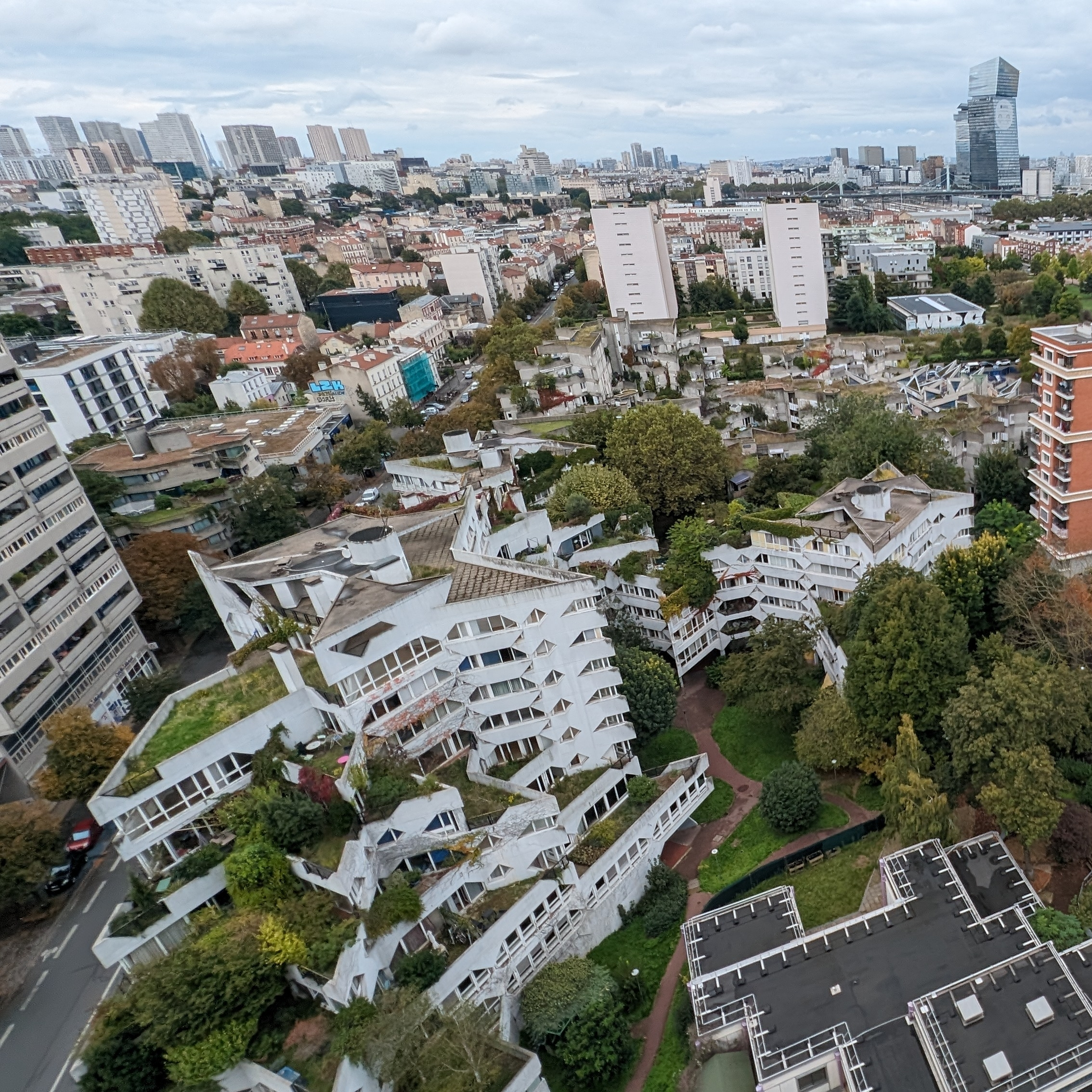
Les Étoiles, vue plongeante

La forme en étoile et les terrasses sont caractéristiques de l'œuvre de Jean Renaudie qui rompt avec la standardisation prônée dans les années 50 et 60
. Le style architectural emprunté est le brutalisme, issu du mouvement moderne, qui connaît une grande popularité à partir des années 1950.